# Turbineplein
Een turbineplein is een verkeersplein in de vorm van een rechthoek, waarbij de straten op de rechthoek liggen en in het verlengde daarvan verder gaan. De meeste voorbeelden van dit soort pleinen bevinden zich in grote steden, dus zijn eromheen met huizen bebouwd. De straten komen op een turbineplein niet recht tegenover elkaar uit.
Het principe van het turbineplein is bedacht door de Oostenrijkse stedenbouwkundige Camillo Sitte, die streefde naar optisch besloten stedelijke pleinruimten, ondanks de wijdere straten die nodig waren voor het drukkere stedelijke verkeer in de tweede helft van de 19e eeuw. De theorieën van Camillo Sitte werden waarschijnlijk in Nederland geïntroduceerd door de architect en stedenbouwkundige HP Berlage, die door hem sterk werd beïnvloed en de ontwerper is van het Mercatorplein. Mooie voorbeelden van een turbineplein zijn het Hoofddorpplein in Amsterdam en de Place de la République in Parijs